# Administrator (katholiek)
Een administrator is in het (katholiek) kerkelijk recht het hoofd van een juridisch zelfstandig gebied, bijvoorbeeld een bisdom, parochie of andere kerkelijke entiteit. De naam administrator of deservitor verwijst gewoonlijk naar een functie van tijdelijk bestuurder.
Een apostolisch administrator is het hoofd van een apostolische administratie of een rechtstreeks onder de Heilige Stoel staande jurisdictie. Een apostolisch administrator is ook de bestuurder van een bisdom wanneer er een toestand van sede vacante in het bisdom is en door de paus een administrator wordt benoemd.
Een diocesaan administrator wordt, volgens de regels van het kerkelijk wetboek, door het consultorencollege van een bisdom verkozen, binnen de acht dagen na het vacant worden van een bisschopszetel. 
In Nederland was aartsbisschop Wim Eijk nog enige tijd apostolisch administrator van zijn oude bisdom Groningen-Leeuwarden, nadat hij zelf al tot aartsbisschop van Utrecht was benoemd. In het bisdom Brugge werd op 26 april 2010 Koen Vanhoutte tot diocesaan administrator verkozen, na het ontslag van bisschop Roger Vangheluwe.